# Letjevattenbock
Letjevattenbock (Kobus leche), även stavat lechwevattenbock, är en art i släktet vattenbockar som lever i Afrika. Ibland kan den också kallas letjeantilop. Av de fyra olika underarter som arten indelas i räknas idag en, K. l. robertsi, som utrotad. De tre andra underarterna är K. l. leche, K. l. kafuensis och K. l. smithemani.

## Kännetecken
Letjevattenbocken har en mankhöjd på 90 till 100 centimeter och en vikt på mellan 70 och 120 kilogram. På huvudet, ryggen och kroppens sidor är pälsen kastanjebrun, men på undersidan av buken och halsen är den vitaktig och framsidan på frambenen är svarta. Hanarna är mörkare i färgen än honorna, men hur mycket varierar beroende på underart. Fullvuxna hanar av K. l. smithemani har den mörkaste färgen. Underarten K. l. kafuensis kännetecknas av sina nästan helt svarta framben. Bara hanarna bär horn, som är spiralvridna och vagt lyrformade.

## Utbredning
Letjevattenbocken förekommer i Botswana, Zambia, sydöstra Kongo-Kinshasa, nordöstra Namibia och östra Angola, särskilt i Okavangodeltat, områden längs floden Kafue och omkring Bangweulusjön.

## Levnadssätt
Letjevattenbocken föredrar våtmarksliknande områden, som träsk och flodslätter. Den är dagaktiv och lever i stora flockar, som vanligen består av antingen hanar eller honor, men under parningssäsongen kan flockarna blanda sig. Dess föda består av olika vattenväxter och gräs.